# Mlíkárna
Mlíkárna, nazývaná také Vyhlídkový pavilon Mlíkárna, je rozhledna a vyhlídka, která se nachází v centru Riegrových sadů na Vinohradech v městské části Praha 2 v geomorfologickém celku Pražská plošina.

## Historie a popis rozhledny
Na zděné pozdně klasicistní stavbě restaurace je umístěna střešní vyhlídková plošina (historická rozhledna zahrady Kanálka Josefa Emanuela Malabaily de Canal), na kterou vede vnější schodiště s 29 schody. Rozhledna vznikla ve 20. létech 19. století. Název Mlíkárna odkazuje na období kdy zde byla umístěna cukrárna nabízející mléčné a jogurtové výrobky z Vysočanské mlékárny barona Freye. Mlíkárna fungovala do roku 1956 a pak byla využívána jako zahradní sklad a stavba chátrala až se s ní stala ruina. Na konci 20. století se začalo uvažovat o renovaci stavby, která již byla považována za kulturní památku. V roce 2002 získal Mlíkárnu Jakub Vakoč, který provedl rekonstrukci do původní podoby a objekt napojil na inženýrské sítě a provedl přístavbu. Nová Mlíkárna byla otevřena jako restaurace a vyhlídkový pavilon v roce 2009.

## Další informace
Rozhledna je volně přístupná denně v otvíracích hodinách restaurace. Výhled je silně omezen vzrostlými stromy.

## Galerie

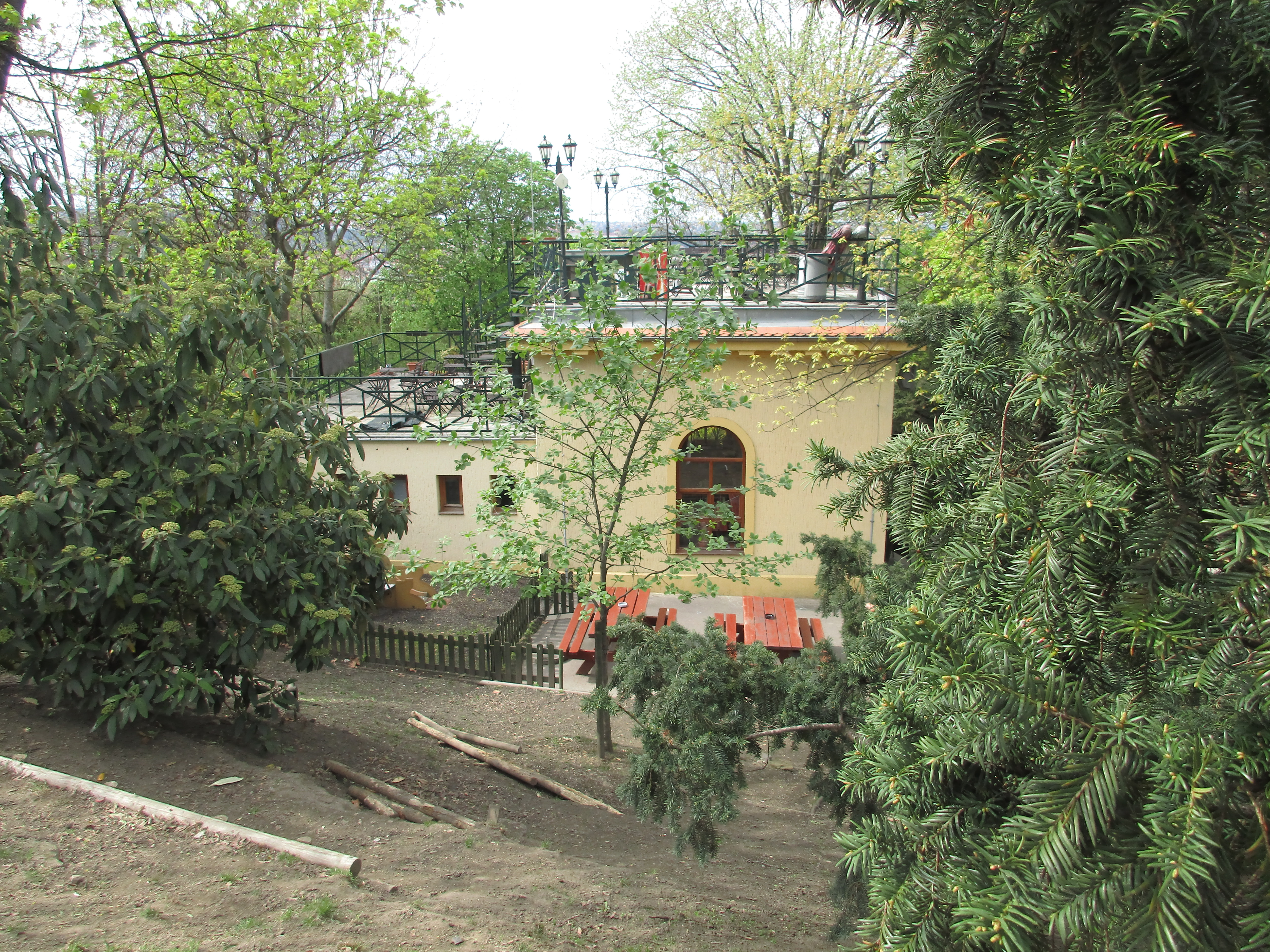
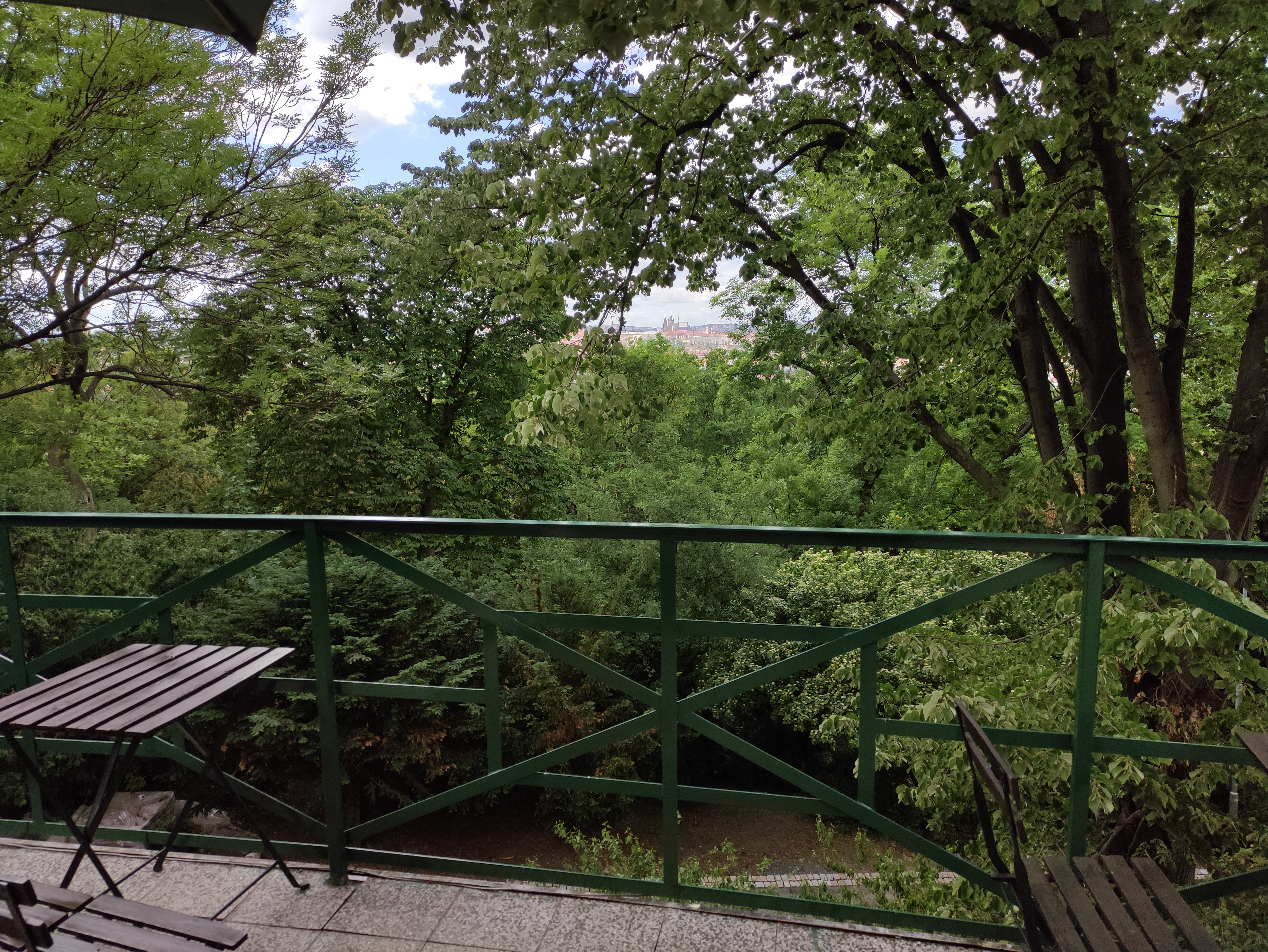